# Argo Merchant
Die Argo Merchant war ein liberianischer Öltanker mit einer Vermessung von rund 18.743 BRT. Am 15. Dezember 1976 strandete er auf den Nantucket Shoals und brach später auseinander. Etwa 25.000 Tonnen Öl flossen ins Meer.

## Geschichte

### Das Schiff
Das Schiff wurde 1953 als Arcturus mit der Baunummer 886 von den Howaldtswerken Hamburg gebaut. Der Turbinentanker besaß, um die Längsfestigkeit des für seine Zeit langen Rumpfes zu gewährleisten, zwei Längsschotte, elf öldichte Querschotte sowie 30 Ladetanks mit einem Gesamtfassungsvermögen von 38.500 m³. Die Schanzkleidübergänge wurden, weil der Auftraggeber Wert auf eine harmonische Linienführung legte, vom Hauptdeck zu den Aufbauten jeweils in langen Straks ausgeführt.
1968 benannte man den Tanker in Perminia Samudra III um, 1970 folgte eine weitere Umbenennung in Vari. Nach elf unauffälligen Betriebsjahren traten ab 1964 erste Probleme mit den Motoren, der Maschinerie und der Besatzung auf. Von 1964 bis 1973 war das Schiff in 14 Unfälle verwickelt. Dazu zählten eine Kollision in Japan, zwei Strandungen in Indonesien (als Permina Samudra III) und Sizilien (als Vari). Dann erhielt das Schiff 1973 von seiner letzten Reederei, Thebes Shipping Inc. in Monrovia, den Namen Argo Merchant. Ab 1975 traten kleinere Fälle von Ölverschmutzung in Philadelphia und Boston auf. Ein Commander des ersten Coast Guard Distrikts empfahl seinerzeit, dem Schiff den Betrieb in US-amerikanischen Gewässern zu verbieten, was aufgrund der damaligen Gesetzeslage nicht durchgeführt werden konnte.

### Die Strandung
Im Dezember 1976 befand sich die Argo Merchant unter dem Kommando von Kapitän Georgios Papadopoulos auf einer Reise von Puerto La Cruz in Venezuela nach Boston. Ihre Ladung bestand aus  etwa 25.000 Tonnen schwerem Heizöl No. 6 und etwa 6000 Tonnen cutter stock (leichtes Petroleum).
Am 15. Dezember 1976 gegen 6:00 Uhr strandete das Schiff bei einem Schlechtwetter mit über drei Metern Wellenhöhe auf dem etwa 29 Seemeilen südöstlich der Insel Nantucket gelegenen Fishing Rip/Middle Rip Shoal der Nantucket Shoals (Position: 41° 2′ N, 69° 27′ W).
Erwähnenswert ist in diesem Zusammenhang die erstmalige Anwendung des 1969 verabschiedeten aber erst 1975 in Kraft getretenen Internationalen Übereinkommens über Maßnahmen auf hoher See bei Ölverschmutzungsunfällen (Intervention Convention 1969). Die US Coast Guard kam an Bord, untersuchte das Schiff und entschied über das weitere Vorgehen, obwohl das Schiff sich in internationalen Gewässern befand. Bis zur Intervention Convention durfte ein Hafenstaat ausschließlich in seinen nationalen Gewässern und lediglich die Papiere, aber nicht das Schiff selber untersuchen. Der Kapitän der Argo Merchant bat um die Erlaubnis, Ladung über Bord pumpen zu dürfen, um den Tiefgang zu reduzieren und das Schiff wieder aufschwimmen zu lassen. Nachdem keine diesbezügliche behördliche Erlaubnis gegeben wurde und alle Versuche das Schiff mit Reservepumpen und einem Air Deliverable Antipollution Transfer System (ADAPTS) zu leichtern gescheitert waren, verschlechterte sich die Wetterlage, woraufhin die 38-köpfige Besatzung des Havaristen abgeborgen wurde.

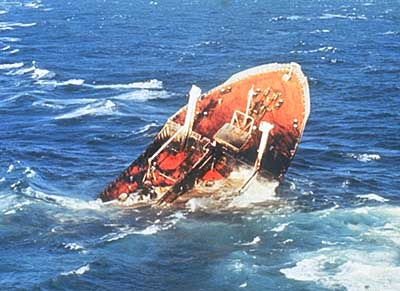
Das abgebrochene Vorschiff

Am 17. Dezember schwenkte das Schiff im Seegang herum und der Schiffsrumpf begann sich aufzuwölben. Nach weiteren vier Tagen, am 21. Dezember, brach das Schiff in zwei Teile, wobei rund 5000 Tonnen Öl ins Meer flossen. Das Vorschiff brach an der Vorkante der (mittschiffs angeordneten) Brückenaufbauten ab und kenterte am folgenden Tag, wobei die restliche noch darin befindliche Ladung austrat. Nachdem das abgebrochene Vorschiff rund 400 Meter südöstlich vertrieben war, wurde es von der US Coast Guard versenkt. Das Achterschiff verblieb auf der Strandungsposition. Die Coast Guard unternahm mindestens zwei Versuche, den Ölaustritt in situ zu verbrennen, scheiterte aber mit ihrem Vorhaben.
Durch die örtlichen Strom- und Tideverhältnisse und nordwestliche Winde wurde das weiter austretende Öl, das einen etwa 60 mal 100 Seemeilen messenden Ölteppich gebildet hatte, von der Küste Nantuckets weggetrieben. Aufgrund des weiterhin schlechten Wetters der unkartierten Tiefen wurden Bergungsanstrengungen erschwert.

### Untersuchung
In der späteren Untersuchung wurde eine Reihe von Mängeln festgestellt, die dazu geführt hatten, dass die Argo Merchant über 24 Seemeilen (44 km) neben ihrem geplanten Kurs fuhr. Unter anderem waren Kreiselkompass und Funkpeiler defekt, zwei als Rudergänger eingesetzte Besatzungsmitglieder waren nicht ausreichend qualifiziert und es befanden sich keine ausreichenden Seekarten an Bord.